# 名人 (圍棋)
名人一詞原為日本古时圍棋棋界所推举的第一人者之名號，日本將棋史上亦有相同名號。“名人”原为“九段”的同义语，直至旧时代最后一位圍棋名人本因坊秀哉引退后，这两个称号才有所区别。秀哉名人引退二十多年后，“名人”演變為日本围棋界的一項頭銜比賽名人戰。之后韩国和中国也相继举办了各自的名人头衔战。现代围棋的“名人”即為这些比赛的冠军头衔保持者。

## 历史

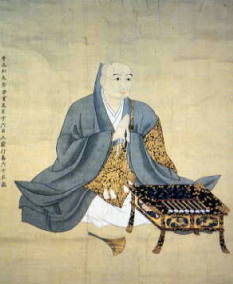
本因坊 算砂

### 近代以前
1578年日本棋界高手日海和織田信長對弈後，信長嘆之為「名人」，之後名人遂成為天下第一之意。同一時間只能有一位名人。
後來江戶幕府設立代表棋界最高地位的官位碁所，以掌管免狀發行、棋力評定、俸祿等，以及舉行御城碁，歷代碁所均只有名人可以擔任；由於碁所的權力極大，因此追求名人、碁所成為江戶時代圍棋四大家相爭的目標，因而出現許多有名的對局及鬥爭。由於名人代表著當代第一之意，須擊敗天下各路好手，方能受到眾人推薦而升任；升上名人後若是受到挑戰而敗，則會失去地位，因此往往名人接任碁所後，就不再下御城碁，只下餘興性質的御好碁或指導棋。
至本因坊道策時期，道策於碁所任內制定了圍棋段位制度，最高段位為相當於七段的上手，但名人位列其之上，相當於九段，另有介於兩者間的八段準名人。此制度一路使用至日本棋院成立、大手合舉辦、1938年本因坊秀哉引退後才消失，上手改稱七段，準名人改稱八段；名人原等同于九段，但大手合制度下，只要積分足夠，九段不再侷限只有一人，名人位自此空悬。

#### 终身制名人列表
- 一世名人　本因坊算砂（1578年－1623年）
- 二世名人　中村道碩（1623年－1630年）
- 三世名人　安井算知（1668年－1676年退休－1703年去世）
- 四世名人　本因坊道策（1677年－1702年）
- 五世名人　井上道節因碩（1708年－1719年）
- 六世名人　本因坊道知（1721年－1727年）
- 七世名人　本因坊察元（1767年－1788年）
- 八世名人　本因坊丈和（1831年－1839年退休－1847年去世）
- 九世名人　本因坊秀榮（1906年－1907年）
- 十世名人　本因坊秀哉（1914年－1938年退休－1940年去世）

- 本因坊道悅擊敗算知名人後，沒有繼任名人，但是被授予等同名人等級的俸祿。

### 名人战的创设
1949年，日本棋院《日本棋院圍棋規約》訂定「獲得過本因坊戰冠軍並且為九段，並在與七段以上對局超過18局且平均得點超過65點」為名人候選者，棋院將成立「名人選考委員會」評定是否候選人可成為名人，但因為當時被認為是圍棋界第一人的吳清源無法出賽，因而未能舉辦名人戰。1951年讀賣新聞原將舉辦吳清源、藤澤庫之助、木谷實、橋本宇太郎四強爭霸戰來決定名人，後未施行。1952年朝日新聞曾提議將大手合擴大為像將棋般舉辦順位戰制度的名人戰，並有一千萬元獎金，由當時日本棋院涉外担當理事高川格推動，但木谷實表示「名人應該是自然而產生」而反對；最後這個提議在當時的棋士評議委員會上以一票之差被否決。遭否決後，朝日新聞仍照原本計畫施行，但將賽名改為「最高位戰」。1957年讀賣新聞也以「決定出實力制名人」為宣傳舉辦日本最強決定戰。1960年涉外擔當理事藤澤秀行開始策劃名人戰的企劃，朝日新聞再次提案交涉，但最後由開價更高的讀賣新聞取得，並將日本最強決定賽改為名人戰，至此名人變成了頭銜賽獲得者的稱呼至今。
從秀哉引退之后，卻至1960年長達20年才決定舉辦名人戰。程晓流六段等认为，是因為这二十多年间，吴清源為公认的当世第一高手。之所以没有按日本的老传统直接将其拥立为名人，原因很复杂。程認為若吴清源是日本人，而且归属日本棋院（吴清源在日本棋院的会籍于1947年遭褫夺，而他本人对此长期不知情），那么吴必定会被推举为名人。

## 日本名人战
因赞助者的不同，日本围棋名人战以1975年为界，分为旧名人战和新名人战。旧名人战的出资方为《读卖新闻》，新名人战的出资方为《朝日新闻》。目前头衔保持者为井山裕太九段。

### 名譽名人
名譽名人為日本名人戰五連霸或通算獲得十次者可永久獲得的稱號。不过正式授予需要等到该棋士引退或年满六十岁。如果达成十连霸，则可立即授予。
- 趙治勳（1956— ），1984年獲得资格
- 小林光一（1952— ），1991年獲得资格

## 日本以外的名人

### 韩国名人战
从1968年决出第一期名人赵南哲，到2016年决出第43期名人李世乭，之后停办，2021年恢复比赛。这个棋战的传奇人物是徐奉洙。1971年徐奉洙以三段身份番棋战胜韩国围棋泰斗赵南哲，首次夺冠。1973年，徐奉洙遇到的挑战者是曹薰铉。曹薰铉之前在日本学棋，因服兵役回国。本来曹打算服完兵役就回日本，但这次挑战赛却以1:3输给了徐。这促使曹选择留在国内继续其职业生涯，此决定对韩国乃至世界棋坛都产生了深远影响。徐奉洙曾5次蝉联名人，通算7次优胜。韩国棋迷称之为“永远的名人”。韩国名人战夺冠次数最多的则是李昌镐，通算13期；其次是李昌镐的师傅曹薰铉，通算12期。目前头衔保持者为申真谞九段。

### 中国大陆名人战
1988年创办，首届名人为刘小光。至2018年已举办31届。在这项棋赛中战绩最彪炳的毫无疑问是马晓春，从第2届开始蝉联13届名人。而且马在蝉联名人期间多次与日本名人小林光一下中日名人对抗赛，获得了很好的锻炼。马晓春从开始连续数届对抗一盘不赢，到后来两度2:1战胜小林，棋力完成了蜕变。之后的1995年，马晓春两夺世界冠军（这也是中国围棋最早的两个世界冠军），其中一次是半决赛胜曹薰铉，与聂卫平会师决赛，另一次是决赛胜小林光一。目前头衔保持者为芈昱廷九段。

### 台湾名人赛
1974年创办，至2009年共举办36届，之后停办。周俊勋为夺冠次数最多者，蝉联第21届～第36届，共16届；周俊勋2007年获第11届LG盃世界棋王戰冠军。
2020年，復辦名人冠軍賽，為比賽獎金最高之台灣棋戰。